# مطار سارديه باند
مطار سارديه باند ((بالبشتوية: د سردې بند هوايي ډګر) (بالإنجليزية: Sardeh Band Airport)) (إياتا: SBF، إيكاو: OADS) هو مطار يقع في بلدة سارديه باند، وتبعد حوالي 1 كيلومتر (1 ميل) شمال السد الذي بنته روسيا والمسمى سد باند سارده (بني عام 1967) على الطرف الشرقي لمنطقة أندار، ولاية غزني في أفغانستان. يقع المطار في وادي يبعد 2 ميل (3 كـم) شمال غرب بحيرة موتا خان بالقرب من الحدود مع إقليم بكتيكا.
على الرغم من أن مهبط الطائرات لا يزال واضحًا مقابل الصحراء المحيطة، إلا أنه لم يتم صيانته منذ انسحاب القوات العسكرية الروسية من أفغانستان، خلال الغزو الأمريكي لأفغانستان، استخدم مهبط الطائرات بقدرة محدودة من قبل قوات العمليات الخاصة الأمريكية.

## مرافق
يقع المطار على ارتفاع 6,971 قدم (2,125 م) فوق مستوى سطح البحر . لها مدرج واحد 6,902 by 190 قدم (2,104 م × 58 م) بسطح حصى يبلغ 6,902 by 190 قدم (2,104 م × 58 م).

## الحوادث
في 12 يونيو 2002، كانت طائرة لوكهيد إم سي-130 تشارك في مهمة تجسس ليلي لإخراج القوات الخاصة التابعة للجيش الأمريكي من المنطقة، عندما حاولت الإقلاع من مهبط الطائرات، اصطدمت الطائرة بالأرض وتحطمت في منطقة قاحلة، على بعد 2.5 ميل بحري (4.6 كـم) من مهبط الطائرات.

## روابط خارجية
- تاريخ الحوادث لـ (SBF) على شبكة سلامة الطيران.
- سجل المطار لمطار سارديه باند نسخة محفوظة 24 يونيو 2015 على موقع واي باك مشين. في Landings.com. تم الاسترجاع 2013-8-1